# Glee: The Music - The Complete Season Two
Glee: The Music - The Complete Season Two es un álbum recopilatorio del elenco de la serie de televisión estadounidense Glee. Contiene 131 canciones grabadas durante la segunda temporada de la serie. Fue lanzada en la plataforma ITunes simultáneamente con Glee: The Music - The Complete Season Three el 28 de agosto de 2012.

## Lista de canciones
| Glee: The Music - The Complete Season Two |                                                            |          |  |
| N.º                                       | Título                                                     | Duración |  |
| 1.                                        | «Empire State of Mind»                                     | 4:37     |  |
| 2.                                        | «Telephone»                                                | 3:42     |  |
| 3.                                        | «Billionaire»                                              | 3:31     |  |
| 4.                                        | «Listen»                                                   | 3:39     |  |
| 5.                                        | «What I Did for Love»                                      | 3:42     |  |
| 6.                                        | «I'm a Slave 4 U»                                          | 3:24     |  |
| 7.                                        | «Me Against the Music»                                     | 3:45     |  |
| 8.                                        | «Baby One More Time»                                       | 3:30     |  |
| 9.                                        | «Stronger»                                                 | 3:23     |  |
| 10.                                       | «Toxic»                                                    | 3:24     |  |
| 11.                                       | «The Only Exception»                                       | 4:26     |  |
| 12.                                       | «Only the Good Die Young»                                  | 3:45     |  |
| 13.                                       | «I LoOK to You»                                            | 4:24     |  |
| 14.                                       | «Papa Can You Hear Me?»                                    | 3:31     |  |
| 15.                                       | «I Want to Hold Your Hand»                                 | 2:36     |  |
| 16.                                       | «Losing My Religion»                                       | 3:34     |  |
| 17.                                       | «Bridge over Troubled Water»                               | 4:14     |  |
| 18.                                       | «One of Us»                                                | 4:01     |  |
| 19.                                       | «Don't Go Breaking My Heart»                               | 3:39     |  |
| 20.                                       | «River Deep, Mountain High»                                | 3:32     |  |
| 21.                                       | «Le Jazz Hot»                                              | 4:22     |  |
| 22.                                       | «Sing!»                                                    | 1:51     |  |
| 23.                                       | «Lucky»                                                    | 3:07     |  |
| 24.                                       | «Happy Days Are Here Again / Get Happy»                    | 2:15     |  |
| 25.                                       | «Science Fiction Double Feature»                           | 4:27     |  |
| 26.                                       | «There's a Light (Over At the Frankenstein Place)»         | 2:33     |  |
| 27.                                       | «Damn It, Janet»                                           | 2:41     |  |
| 28.                                       | «Whatever Happened to Saturday Night?»                     | 3:04     |  |
| 29.                                       | «Sweet Transvestite»                                       | 2:59     |  |
| 30.                                       | «Touch a Touch a Touch a Touch Me»                         | 2:29     |  |
| 31.                                       | «Time Warp»                                                | 3:13     |  |
| 32.                                       | «One Love (People Get Ready)»                              | 2:34     |  |
| 33.                                       | «Teenage Dream»                                            | 3:40     |  |
| 34.                                       | «Start Me Up / Livin' On a Prayer»                         | 2:50     |  |
| 35.                                       | «Stop! In the Name of Love / Free Your Mind»               | 3:29     |  |
| 36.                                       | «Forget You (con Gwyneth Paltrow)»                         | 3:41     |  |
| 37.                                       | «Make 'Em Laugh»                                           | 2:30     |  |
| 38.                                       | «Nowadays / Hot Honey Rag (con Gwyneth Paltrow)»           | 2:22     |  |
| 39.                                       | «Singing in the Rain / Umbrella (con Gwyneth Paltrow)»     | 3:03     |  |
| 40.                                       | «Ohio (con Carol Burnett)»                                 | 2:35     |  |
| 41.                                       | «Marry You»                                                | 3:45     |  |
| 42.                                       | «Sway»                                                     | 3:07     |  |
| 43.                                       | «Just the Way You Are»                                     | 3:36     |  |
| 44.                                       | «Don't Cry for Me Argentina (con Chris Colfer)»            | 5:10     |  |
| 45.                                       | «Don't Cry for Me Argentina (con Lea Michele)»             | 5:10     |  |
| 46.                                       | «The Living Years»                                         | 5:34     |  |
| 47.                                       | «Hey, Soul Sister»                                         | 3:40     |  |
| 48.                                       | «(I've Had) The Time of My Life»                           | 4:37     |  |
| 49.                                       | «Valerie»                                                  | 3:33     |  |
| 50.                                       | «Dog Days Are Over»                                        | 4:12     |  |
| 51.                                       | «We Need a Little Christmas»                               | 2:44     |  |
| 52.                                       | «Deck the Rooftop»                                         | 2:29     |  |
| 53.                                       | «Merry Christmas Darling»                                  | 3:02     |  |
| 54.                                       | «Baby, It's Cold Outside»                                  | 2:46     |  |
| 55.                                       | «The Most Wonderful Day of the Year»                       | 2:00     |  |
| 56.                                       | «Last Christmas»                                           | 3:36     |  |
| 57.                                       | «God Rest Ye Merry Gentlemen»                              | 3:09     |  |
| 58.                                       | «O Christmas Tree»                                         | 2:59     |  |
| 59.                                       | «Jingle Bells»                                             | 2:55     |  |
| 60.                                       | «You're a Mean One, Mr. Grinch (con K.D. Lang)»            | 3:18     |  |
| 61.                                       | «Angels We Have Heard On High»                             | 4:23     |  |
| 62.                                       | «O Holy Night»                                             | 5:01     |  |
| 63.                                       | «Welcome Christmas»                                        | 2:13     |  |
| 64.                                       | «Need You Now»                                             | 3:37     |  |
| 65.                                       | «She's Not There»                                          | 2:28     |  |
| 66.                                       | «Bills, Bills, Bills»                                      | 3:00     |  |
| 67.                                       | «Thriller / Heads Will Roll»                               | 3:36     |  |
| 68.                                       | «Fat Bottomed Girls»                                       | 4:12     |  |
| 69.                                       | «P.Y.T. (Pretty Young Thing)»                              | 3:56     |  |
| 70.                                       | «When I Get You Alone»                                     | 2:31     |  |
| 71.                                       | «Firework»                                                 | 3:47     |  |
| 72.                                       | «Silly Love Songs»                                         | 3:50     |  |
| 73.                                       | «Baby»                                                     | 3:35     |  |
| 74.                                       | «Somebody to Love»                                         | 3:10     |  |
| 75.                                       | «Take Me or Leave Me»                                      | 3:11     |  |
| 76.                                       | «I Know What Boys Like»                                    | 3:13     |  |
| 77.                                       | «Sing»                                                     | 4:03     |  |
| 78.                                       | «Don't You Want Me?»                                       | 3:33     |  |
| 79.                                       | «Blame It (On the Alcohol)»                                | 3:19     |  |
| 80.                                       | «One Bourbon, One Scotch, One Beer»                        | 2:24     |  |
| 81.                                       | «Tik Tok»                                                  | 3:19     |  |
| 82.                                       | «Do You Wanna Touch Me? (Oh Yeah) (con Gwyneth Paltrow)»   | 3:36     |  |
| 83.                                       | «Animal»                                                   | 3:11     |  |
| 84.                                       | «Kiss (con Gwyneth Paltrow)»                               | 3:37     |  |
| 85.                                       | «Landslide (con Gwyneth Paltrow)»                          | 3:46     |  |
| 86.                                       | «Afternoon Delight (con John Stamos)»                      | 3:11     |  |
| 87.                                       | «Misery»                                                   | 3:08     |  |
| 88.                                       | «Blackbird»                                                | 2:20     |  |
| 89.                                       | «Trouty Mouth»                                             | 1:11     |  |
| 90.                                       | «Big Ass Heart»                                            | 1:14     |  |
| 91.                                       | «Hell to the No»                                           | 3:04     |  |
| 92.                                       | «Candles»                                                  | 2:51     |  |
| 93.                                       | «Raise Your Glass»                                         | 3:20     |  |
| 94.                                       | «Get It Right»                                             | 3:47     |  |
| 95.                                       | «Loser Like Me»                                            | 3:19     |  |
| 96.                                       | «All By Myself»                                            | 4:07     |  |
| 97.                                       | «I Follow Rivers»                                          | 3:44     |  |
| 98.                                       | «Turning Tables (con Gwyneth Paltrow)»                     | 4:06     |  |
| 99.                                       | «No Way»                                                   | 3:50     |  |
| 100.                                      | «I Feel Pretty / Unpretty»                                 | 4:01     |  |
| 101.                                      | «I've Gotta Be Me»                                         | 2:45     |  |
| 102.                                      | «Somewhere Only We Know»                                   | 3:04     |  |
| 103.                                      | «As If We Never Said Goodbye»                              | 4:54     |  |
| 104.                                      | «Born This Way»                                            | 4:07     |  |
| 105.                                      | «What Kind of Fool»                                        | 4:08     |  |
| 106.                                      | «Do Ya Think I'm Sexy?»                                    | 3:00     |  |
| 107.                                      | «Dreams (con Kristin Chenoweth)»                           | 4:16     |  |
| 108.                                      | «Never Going Back Again»                                   | 2:14     |  |
| 109.                                      | «Songbird»                                                 | 3:18     |  |
| 110.                                      | «I Don't Want To Know»                                     | 3:13     |  |
| 111.                                      | «Go Your Own Way»                                          | 3:41     |  |
| 112.                                      | «Don't Stop»                                               | 3:16     |  |
| 113.                                      | «Rolling in the Deep (con Jonathan Groff)»                 | 3:24     |  |
| 114.                                      | «Isn't She Lovely»                                         | 1:38     |  |
| 115.                                      | «Friday»                                                   | 3:32     |  |
| 116.                                      | «Jar of Hearts»                                            | 4:06     |  |
| 117.                                      | «I'm Not Gonna Teach Your Boyfriend How to Dance With You» | 3:40     |  |
| 118.                                      | «Dancing Queen»                                            | 3:39     |  |
| 119.                                      | «Back to Black»                                            | 3:59     |  |
| 120.                                      | «Some People»                                              | 2:59     |  |
| 121.                                      | «Try a Little Tenderness»                                  | 4:01     |  |
| 122.                                      | «My Man»                                                   | 2:15     |  |
| 123.                                      | «Pure Imagination»                                         | 3:18     |  |
| 124.                                      | «My Cup»                                                   | 1:15     |  |
| 125.                                      | «I Love New York / New York, New York»                     | 2:44     |  |
| 126.                                      | «Bella Notte»                                              | 2:31     |  |
| 127.                                      | «For Good»                                                 | 5:03     |  |
| 128.                                      | «Yeah!»                                                    | 3:29     |  |
| 129.                                      | «As Long As You're There»                                  | 4:16     |  |
| 130.                                      | «Pretending»                                               | 3:57     |  |
| 131.                                      | «Light Up the World»                                       | 3:43     |  |